# Tramwaje w Rijece

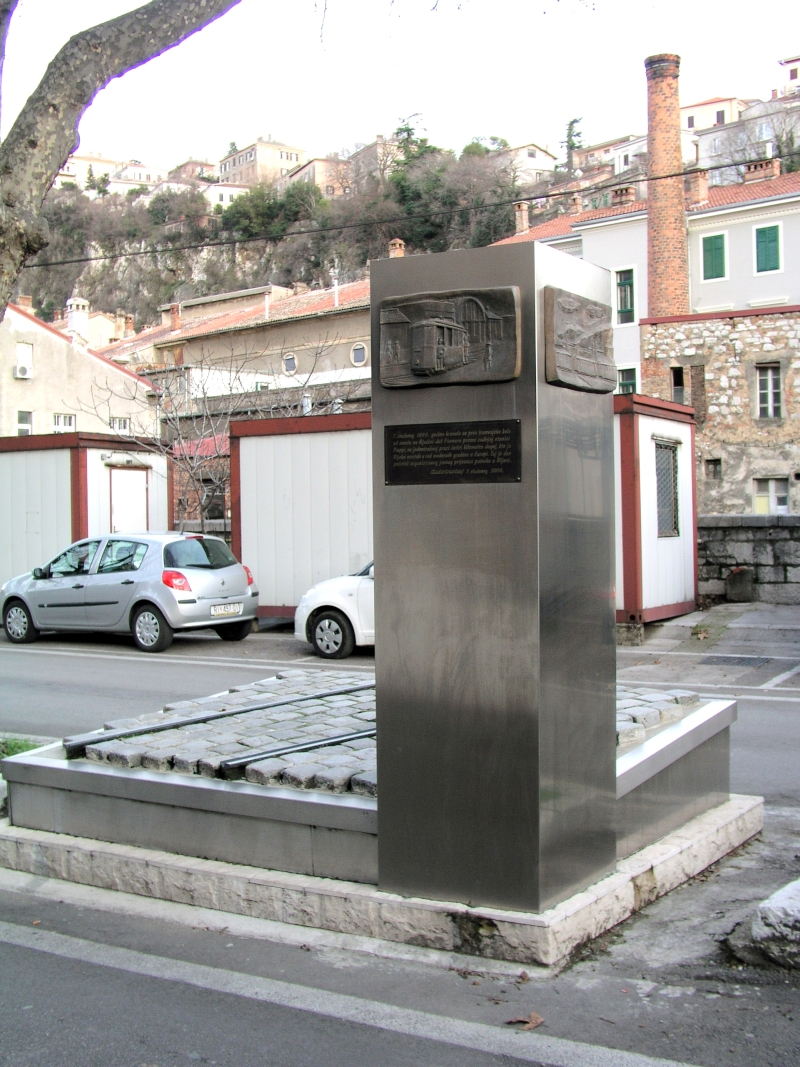
Pomnik upamiętniający tramwaje w Rijece

Tramwaje w Rijece − zlikwidowany system komunikacji tramwajowej w chorwackim mieście Rijeka, działający od 1899 do 1952. 

## Historia
Tramwaje w Rijece uruchomiono 7 listopada 1899 na trasie Fiumara − Pioppa o długości 4 km. Operatorem linii była spółka Anonimnim društvom za riječki električni tramvaj, która do obsługi linii posiadała 8 tramwajów. W 1907 przedłużono linię o 300 m do obecnej ulicy 3 maja (dawniej stocznia Danubius). Tramwaje zlikwidowano w czerwcu 1952 i zastąpiono uruchomionymi 24  listopada 1951 trolejbusami.